# Arachnodes mantillerii
Arachnodes mantillerii là một loài bọ cánh cứng trong họ Bọ hung (Scarabaeidae).